# Конституция Республики Сербская Краина
Конституция Республики Сербская Краина (серб. Устав Републике Српске Крајине) — основной закон Республики Сербская Краина, самый главный по значимости юридический акт в стране. Утверждён 19 декабря 1991 на собраниях Скупщины Сербской Автономной Области Краина, Большой Народной Скупщины Сербской Области Славония, Бараня и Западный Срем и Скупщины Сербской Автономной Области Западная Славония.
Согласно Конституции, Республика Сербская Краина была провозглашена национальным государством для представителей сербского народа и всех своих граждан. Столицей провозглашался город Книн, государственным гимном был гимн Сербии — «Боже Правде». Конституцией учреждались также флаг и герб нового государства. Официальным языком признавался сербский (латиница и кириллица). Первым президентом страны был избран Милан Бабич.